# Veliki Ostros
Veliki Ostros (cyr. Велики Острос) – wieś w Czarnogórze, w gminie Bar. W 2011 roku liczyła 342 mieszkańców.